# Prionalpheus mortoni
Prionalpheus mortoni is een garnalensoort uit de familie van de Alpheidae. De wetenschappelijke naam van de soort is voor het eerst geldig gepubliceerd in 1990 door Bruce.